# Michael Locher
Michael Locher (también conocido como Vorphalack,o  simplemente Vorph, Sion, Suiza, 7 de enero de 1969) es un músico suizo quien interpreta los vocales y toca la guitarra en la banda suiza de metal industrial y black metal Samael.
Él cofundó la agrupación en 1987 junto a su hermano Alexandre Locher (también conocido como  Xytras o Xy) en la batería.
La influencia musical de Michael incluye Slayer, Iron Maiden, Motörhead, Venom, Bathory, y los inicios de Possessed. Michael particularmente apunta a Bathory como fuente de inspiración para las voces.
"La voz de Quorthon de BATHORY creo que fue una gran influencia. Para mí, en ese momento, él era probablemente el hombre que empujó más lejos los límites en cuanto a ese estilo de música". (Michael Locher  alias  Vorph) 
Su guitarra es del tipo ESP Viper con cuerdas de guitarra de Ernie Ball, amplificador Line 6 pod, de fabricación Mesa Boogie.

## Discografía

### Álbumes de estudio (LP)
- Worship Him (1991).
- Blood Ritual (1992).
- Ceremony of Opposites (1994).
- Passage (1996).
- Eternal (1999).
- Reign Of Light (2004).
- Era One (2006, disco doble, contiene "Era One" y "Lesson In Magic #1").
- Solar Soul (2007).
- Above (2009).
- Lux Mundi (2011).

### Demos
- Into the Infernal Storm of Evil (1987)
- Macabre Operetta (1988)
- From Dark to Black (1989)

### EP
- Medieval Prophecy (1989)
- Rebellion (1995)
- Exodus (1998)
- Antigod (2010)

### Singles
- Telepath (2005)
- On Earth (2005)
- Valkiries' New Ride (2007)
- Antigod (2010)

### Compilados
- Aeonics (2007)

### Material relacionado
- Xytras (1998)

### DVD
- Black Trip (2003)

### Videoclips
- "Baphomet's Throne" (del disco Ceremony of Opposites).
- "Jupiterian Vibe" (del disco Passage).
- "Infra Galaxia" (del disco Eternal).
- "Telepath" (del disco Reign of Light).
- "Slavocracy" (del disco Solar Soul).
- "Black Hole" (del disco Above).
- "Luxferre" (del disco Lux Mundi).

### Con Tristania
- Illumination - (2007)

### Con Sentenced
- Down - (1996)